# إيكاروس (نجم)
إيكاروس (بالإنجليزية: MACS J1149 Lensed Star 1)‏ هو نجم، وعملاق أزرق ضخم، يقع على بعد 9000000000 سنة ضوئية من الأرض، في كوكبة الأسد. تم اكتشافه عن طريق عدسة الجاذبية.

## الاكتشاف
اكتشف في 31 مارس 2018.